# Robin Reid
Robin Neil Reid (nascido em 16 de dezembro de 1975) é um ex-ciclista neozelandês. Representou seu país, Nova Zelândia, nos Jogos Olímpicos de Verão de 2004 em Atenas, onde competiu na prova de estrada, no entanto ele não terminou a corrida.